# Acraea pudora
Acraea pudora är en fjärilsart som beskrevs av Aurivillius 1910. Acraea pudora ingår i släktet Acraea och familjen praktfjärilar. Inga underarter finns listade i Catalogue of Life.